# Кей Пи Ем Джи
Кей Пи Ем Джи е една от най-големите компании за професионални услуги в света, както и една от Големите четири одиторски фирми заедно с Делойт, Ърнст енд Янг и Прайсуотърхаускупърс. Централата на фирмата се намира в холандския град Амстелвеен.
Служителите на Кей Пи Ем Джи наброяват около 162 хил. души. Компанията оперира в следните области: одит, данъчни и консултантски услуги. Консултантските услуги са в сферата на управлението, риска и трансакции и преструктуриране.

## История
Компанията е основана през 1870 г., когато Уилям Баркли Пийт създава счетоводна фирма в Лондон. През 1877 г. счетоводната фирма Томсън Маклинтък отваря врати в Глазгоу. През 1911 г. компанията на Уилям Баркли Пийт се слива с Маруик Мичъл и ко. и така се създава Пийт Маруик Мичъл и ко., по-късно позната като Пийт Маруик.
Междувременно през 1917 г. Пийт Клинвелд отваря своя собствена счетоводна кантора в Амстердам. Впоследствие тя се обединява с Крайенхоф и така се образува Клинвелд Крайенхоф и ко.
През 1979 г. Клинвълд Крайенхоф и ко. (Холандия), Томсън МакЛинток (САЩ) и Дойче Тройхандгезелшафт (Германия) основават Кей Ем Джи (Клинвелд Мейн Гьорделер) като група от независими национални практики, като целта им е да създадат силна европейска международна компания. През 1987 г. Кей Ем Джи и Пийт Марвик се сливат. Това е първото грандиозно сливане на големи счетоводни фирми и с него се дава началото на компаниите Кей Пи Ем Джи в САЩ и по-голямата част от света и Пийт МакЛинток във Великобритания.
През 1990 г. двете компании се спират на общото име Кей Пи Ем Джи Пийт МакЛинток, като година по-късно то става Кей Пи Ем Джи Пийт МакЛинток, а през 1999 г. остава просто Кей Пи Ем Джи.
През 1997 г. Кей Пи Ем Джи обявява сливането си с Ърнст енд Янг. Впоследствие обаче тази идея бива изоставена от двете компании.

## Име
Кей Пи Ем Джи е акроним на имената на четиримата партньори, които сливат счетоводните си фирми, а именно:
„Кей“ произлиза от Клийнвълд, Пийт Клийнвълд, основател на счетоводната фирма Клинвълд Крайенхоф и ко. в Амстердам през 1917 г.
„Пи“ идва от Пийт, Уилям Баркли Пийт, основател на счетоводната фирма Уилям Баркли Пийт и ко. в Лондон през 1870 г.
„Ем“ произлиза от Маруик, Джеймс Маруик, съосновател на счетоводната фирма Маруик, Мичъл и ко. в Ню Йорк през 1897 г.
„Джи“ идва от Гьорделер, Рейнард Гьорделер, председател на немската счетоводна фирма Дойче Тройханд Гезелтшафт (DTG) и по-късно председател на борда на Кей Пи Ем Джи.

## Служители
Американският клон на компанията е сред десетте най-добри компании, осигуряващи условия за работещи майки. Освен това е на 56-о място в класацията на списание Форчън за 100-те най-добри работодатели според служители.
Кей Пи Ем Джи е и предпочитан работодател сред Големите Четири счетоводни фирми, както сочи CollegeGrad.com. През 2009 г. BusinessWeek поставя компанията под номер 4 сред 50-те места, където да започнеш кариерата си.
През 2008 г. британският клон на компанията е посочен от Таймс за най-добрия работодател сред големите компании във Великобритания. Това е и четвъртата поредна година, в която Кей Пи Ем Джи се нарежда в тройката на тази класация.

## Спонсорство
Шведската компания е главен спонсор на шведската биатлонистка Магдалена Форсберг, която е шесткратна световна шампионка и двукратна олимпийска медалистка. Тя работи като данъчен консултант в офиса на фирмата в Сундсвал, докато гради и състезателната си кариера.
През февруари 2008 г. Фил Микелсън, който е един от най-добрите голф играчи в света, подписва тригодишен договор за спонсорство с Кей Пи Ем Джи. Като част от него Микелсън носи логото на компанията по време на всичките си появи.
Канадската дъщерна фирма спонсорира Александър Билодеу, който печели първия златен медал за Канада на местна почва по време на Олимпийските игри във Ванкувър през 2010 г. Бащата на спортиста е партньор в офиса в Монреал.

## Скандали със счетоводни нередности

### 2006 г.
Фани Мей съди Кей Пи Ем Джи за професионална небрежност, тъй като години наред е одитирала грешни финансови отчети.

### 2007 г.
През февруари 2007 г. Кей Пи Ем Джи в Германия е разследвана за пренебрегване на съмнителни плащания при дело за подкуп в Сименс. През ноември 2008 г. надзорният съвет на Сименс препоръчва смяна на одитора от Кей Пи Ем Джи на Ърнст енд Янг.

### 2011 г.
През август Кей Пи Ем Джи започва да подготвя дю дилиджънс (на английски: due diligence) за сделката за 11,1 млрд. щ.д. за закупуване на британската софтуерна компания „Аутономи“ от „Хюлет Пакард“. През ноември 2012 г. компанията „Хюлет Пакард“ поиска да се отпишат 8,8 млрд. щ.д. от сделката заради значими нарушения в счетоводството на „Аутономи“, направени преди сделката.
Според независима разследваща група, формирана с цел да се разследват неправдоподобни плащания, направени от „Олимпус“, Кей Пи Ем Джи не изпълнява задълженията си и не успява да разкрие нарушението.

### 2013 г.
През април Скот Лондон, който е бивш партньор в Кей Пи Ем Джи и начело на одиторската практика в Лос Анджелис, признава, че е давал на свой приятел съвети за търговия с акции на клиенти на компанията, сред които „Хербалайф“, „Скечърс“ и др. В замяна е получил 60 хил. щ.д., както и скъпи подаръци като часовник „Ролекс“. На 6 май неговият приятел Браян Шоу се признава за виновен за участие в злоупотреба с акции. Съгласява се да изплати около 1,3 млрд. щ.д. и да продължи да подпомага властите като част от сделка с прокурорите. След този скандал Кей Пи Ем Джи се оттегля от одиторските си задължения към две компании.

### 2015 г.
Комисията за публичен надзор над регистрираните одитори (КПНРО) глобява Кей Пи Ем Джи и двама от нейните служители. Решението идва след констатацията, че KPMG не е одитирала правилно отчетите на Корпоративна търговска банка (КТБ). Отделно регулаторът наказва и двама от одиторите на компанията със съответно 40 000 и 60 000 лева, тъй като единият от тях е заверявал одитите за две години, а другият – за три.
Още през декември 2014 КПНРО откри „значителни пропуски и несъответствия“ в начина, по който KPMG е извършила одит на КТБ.
Българска народна банка (БНБ) пое контрола над КТБ по време на кризата и я затвори. След това отне лиценза на четвъртия най-голям кредитор в страната през ноември и поиска съдът да обяви процедура по обявяване на дружеството в несъстоятелност. Извършеният тогава одит показа огромна липса на капитал и сериозни проблеми в управлението на КТБ.
Въпреки това в края на финансовата 2013 г. КТБ беше одитирана от KPMG, като одиторът откри, че по-малко от 1% от заемите на банката са лоши, спрямо средното ниво от 17% за българските банки.